# Bob Weighton
Bob Weighton, wł. Robert Grant Pitts Weighton (ur. 29 marca 1908 w Hampshire, zm. 28 maja 2020) – brytyjski superstulatek, w chwili śmierci najstarszy żyjący człowiek w Wielkiej Brytanii (ex aequo z Joan Hocquard) i najstarszy mężczyzna na świecie.
Ten drugi tytuł dzierżył wspólnie ze Szkotem, Alfredem Smithem (również urodzonym 29 marca 1908) od chwili śmierci Anglika Johna Mansfielda 27 listopada 2016. Smith zmarł 4 sierpnia 2019. Od chwili śmierci Hildy Clulow 24 grudnia 2019 był najstarszą żyjącą osobą w Wielkiej Brytanii w ogóle, wspólnie z Angielką Joan Eileen Hocquard, urodzoną także 29 marca 1908. Weighton jest trzecim najstarszym brytyjskim mężczyzną w historii za Walijczykiem Johnem Evansem (1877–1990) i Anglikiem Henrym Aliinghamem (1896–2009). Po śmierci 112-letniego Brazylijczyka Joao Zanol 12 lutego 2020 został drugim najstarszym żyjącym mężczyzną na świecie za Japończykiem Chitetsu Watanabe (1907–2020), natomiast po jego śmierci w dniu 23 lutego 2020 Weighton został najstarszym żyjącym mężczyzną na świecie. Dzień po swoich 112 urodzinach (30 marca 2020) został oficjalnie przez Księgę Rekordów Guinnessa uznany za najstarszego mężczyznę na świecie i wręczono mu stosowny certyfikat (jednak ta ceremonia nie została dokończona z powodu pandemii COVID-19).

## Życiorys
Był czwartym z siódemki dzieci Arthura Weightona (1871–1955) i Elizy Pitts (1870–1936). Przed wybuchem II wojny światowej Weighton wyjechał do Tajwanu, gdzie pracował jako nauczyciel języka angielskiego. Tam poznał swoją żonę. W drodze powrotnej do Wielkiej Brytanii wojska zatrzymały go w Kanadzie, gdzie pozostał do końca wojny.
Po wojnie wrócił do Anglii z żoną Agnes (1908–1995) i trójką dzieci, Davidem, Peterem i Dorothy. Pracował jako wykładowca inżynierii morskiej na uniwersytecie w Londynie.
Weighton mieszkał w Alton. Uważał, że sekretem jego długowieczności jest picie herbaty, unikanie niebezpieczeństw i jedzenie ciasta cytrynowego. Do ostatnich lat życia był w stanie chodzić za pomocą chodzika. Zmarł po krótkiej walce z rakiem 28 maja 2020 mając 112 lat i 60 dni.